# 三乙酸硼氢化钠
三乙酸硼氢化钠（简写：STAB）是一种化合物，化学式为Na[(CH
3COO)
3BH]。它和其它硼氢化物一样，在有机合成中可用作还原剂。它可由硼氢化钠和乙酸反应制得。
Na[BH
4] + 3 CH
3COOH → Na[(CH
3COO)
3BH] + 3 H
2
在用作还原剂时，它比硼氢化钠甚至氰基硼氢化钠更加温和，它可用于醛和酮的还原胺化反应。